# بنجامين برادلي
بنجامين برادلي (بالإنجليزية: Benjamin Bradley)‏ هو مخترع ‏ ومهندس أمريكي، (و. 1830  م).